# Ramboetan
De ramboetan (Nephelium lappaceum) is een vrucht uit de zeepboomfamilie (Sapindaceae), die ook wel de "harige lychee" wordt genoemd. 
De Nederlandse naam komt van het Indonesische rambutan. Rambut betekent "haar"; met het achtervoegsel '-an' krijgt het de betekenis "harig". 
De ramboetanboom wordt 25 meter hoog. De afwisselend geplaatste, even geveerde bladeren bestaan uit twee tot acht gespreide, ovale, toegespitste of afgeronde, licht- tot donkergroene, 3-11 × 5-20 cm grote deelblaadjes, die een rode nerf hebben en aan de onderkant behaard zijn.
De vrucht groeit in trossen. De stekelige, rijp meestal rode schil omvat de eetbare glazig witte, soms iets roodachtige sappige zaadmantel, die aangenaam zoetzuur aromatisch van smaak is. Aan deze zaadmantel zit een ovaal bruin zaad vast. De ramboetan is een van de geliefdste vruchten van Zuidoost-Azië. 
De soort komt van nature voor in de laaggelegen regenwouden van Maleisië. Hij wordt gekweekt in Zuidoost-Azië, India, Sri Lanka, Filipijnen, Australië, Oost-Afrika en in Midden- en Zuid-Amerika. 
Er bestaan andere soorten van het geslacht  Nephelium, die eetbaar zijn, waaronder de kapoelasan (Nephelium ramboutan-ake) en de korlan (Nephelium hypoleucum). 

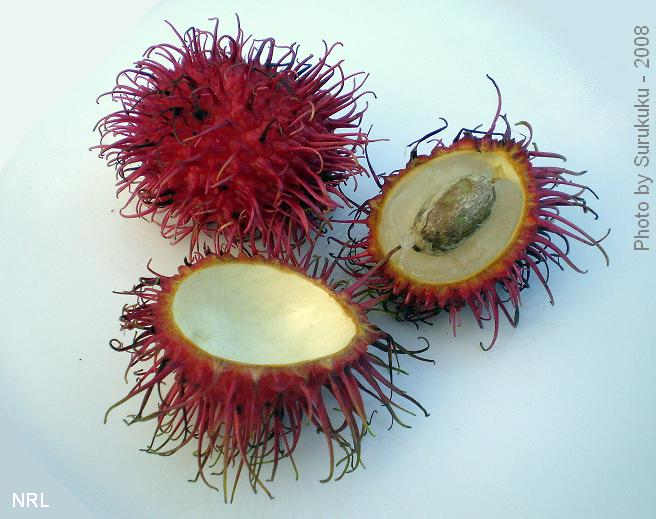
Opengesneden vrucht
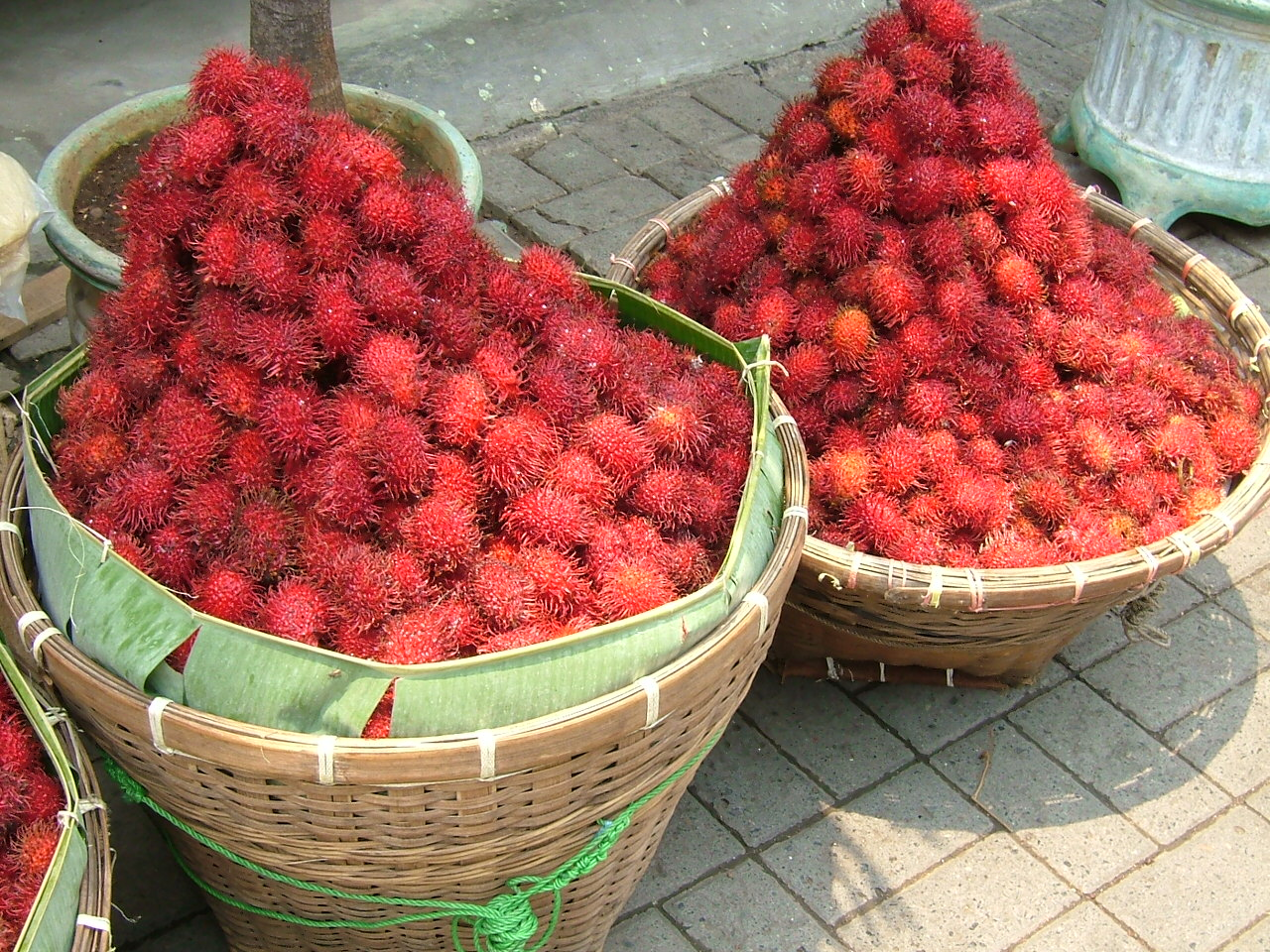
Vruchten op een markt in Jakarta